# Skiron (syn Astrajosa)
Skiron (także Scirron, Skejron, Argestes, Olimpias; gr. Σκίρων Skírōn, Skeirōn, Ἀργέστης Argéstēs, łac. Sciron, Caurus, Corus ‘wiatr północno-zachodni’) – w mitologii greckiej bóg i uosobienie wiatru północno-zachodniego.
Uosabiał wiatr wiejący z północnego zachodu, chłodny, suchy i silny, często niszczący uprawy rolne. Przypuszczalnie uchodził za syna tytana Astrajosa i tytanidy Eos oraz za brata Boreasza, Eurosa, Notosa, Zefira, Apeliotesa, Kajkiasa, Lipsa (personifikacji wiatrów), Fosforosa (Hesperosa; personifikacji planety Wenus), niektórych Gwiazd (personifikacji gwiazd).
W sztuce przedstawiany jest jako starszy brodaty mężczyzna z wielkimi skrzydłami u ramion, z naczyniem.
Wyobrażenie o bogu przejawia się w rzeźbie (fryz z I wieku p.n.e. z wizerunkami ośmiu skrzydlatych bogów wiatrów zdobiący Wieżę Wiatrów w Atenach).